# Proteasa

Proteòlisi

Les proteases o proteïnases són uns enzims presents en animals, plantes, bacteris, arqueus i virus, encarregats de trencar seqüències polipeptídiques mitjançant la reacció d'hidròlisi dels enllaços peptídics que conformen les proteïnes, donant lloc a pèptids més petits o a aminoàcids individuals. Aquests enzims han evolucionat per fer aquestes reaccions mitjançant nombrosos mecanismes diferents i diferents classes de proteases poden realitzar la mateixa reacció mitjançant mecanismes catalítics completament diversos.
Amb relació a la velocitat de la reacció d'hidròlisi, es calcula que en absència de proteases per catalitzar la reacció, en una solució neutra a 25 °C la lisi de l'enllaç peptídic tardaria de l'ordre de centenars d'anys.
Aquests enzims participen en una àmplia varietat de processos biològics com la digestió de proteïnes ingerides en la dieta, la coagulació de la sang, la funció immunitària la maduració de prohormones, la formació dels ossos i la mort cel·lular.

## Classificació de les proteases i les peptidases
Existeixen diversos tipus de classificacions de les proteases i les peptidases que tenen en compte el lloc d'hidrolització, el tipus d'aminoàcid present al centre actiu o el valor de pH òptim per a l'activitat de l'enzim.

### Segons el lloc d'actuació i l'aminoàcid present al centre actiu
Segons el lloc d'actuació, les proteases i peptidases es classifiquen en exopeptidases i endopeptidases, i dins d'aquestes dues categories entren en una classificació segons l'aminoàcid present al seu centre actiu.

#### Exopeptidases
Trenquen els enllaços peptídics dels extrems de la cadena polipeptídica alliberant d'aquesta manera els aminoàcids terminals. Les exopeptidases alhora es classifiquen en aminopeptidases i carboxipeptidases (hidrolitzen l'extrem carboxil lliure).

##### Aminopeptidases
Les aminopeptidases han estat trencades parcialment deixant l'extrem N-terminal de la cadena del polipèptid lliure. Seguidament, es retira la metionina N-terminal, ja que no hauria d'estar present a causa de possibles efectes adversos, generalment les aminopeptidases són enzims intracel·lulars, tot i que hi ha una excepció extracel·lular en Aspergillus oryzae.  Les aminopeptidases es troben en un ampli rang de microorganismes, com poden ser bacteris i fongs.

##### Carboxipeptidases
Les carboxipeptidases disposen d'una elevada activitat catalítica a l'extrem C-terminal del polímer dels aminoàcids.Aquests enzims es troben principalment al sistema digestiu i són secretats pel pàncrees juntament amb altres enzims pancreàtics.

#### Endopeptidases
Les endopeptidases trenquen l'enllaç peptídic a una certa distància del substrat. Són classificades per la diferència de grup funcional al seu centre actiu Alguns exemples són la tripsina, la quimiotripsina o la elastasa, produïdes pel pàncrees i el pulmó tot i que també poden ser produïdes per bacteris (com Bacillus thermoproteolyticus que produeix la termolisina).

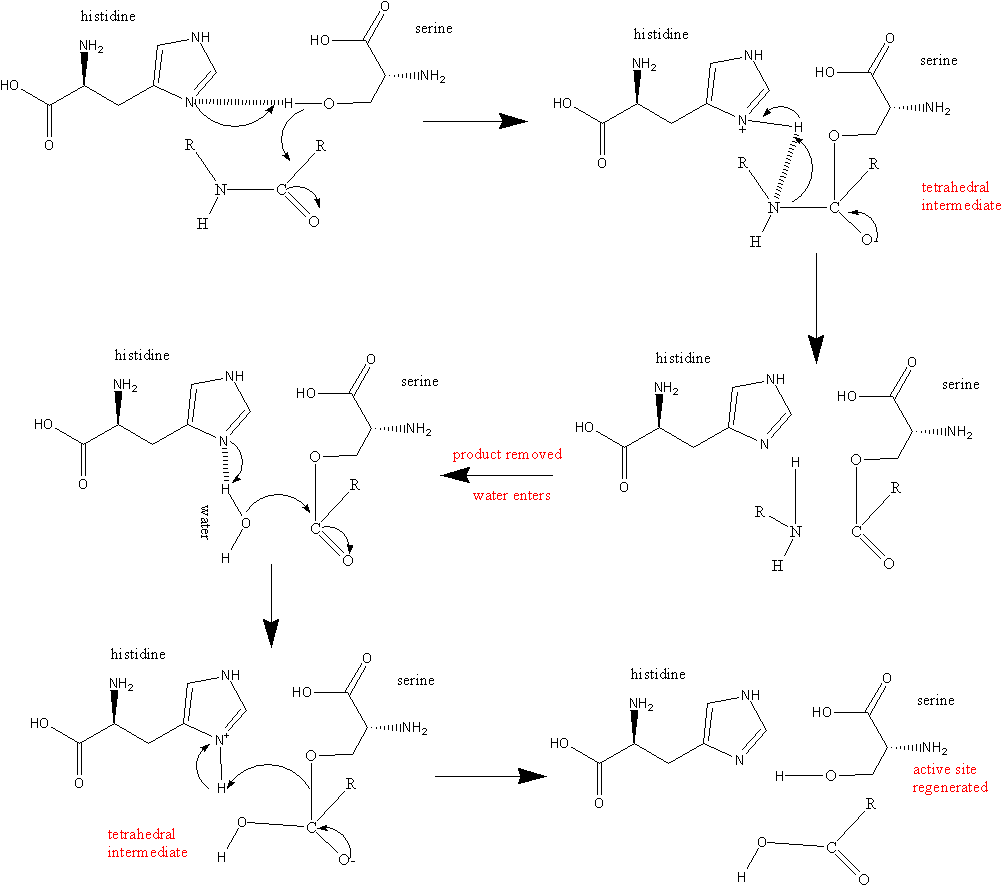
Mecanisme d'acció de les serina proteasa.

##### Serina proteases
Les serina proteases són hidrolases que degraden els enllaços peptídics de péptids i proteïnes. Aquestes proteïnes tallen la cadena polipeptídica al costat carboxil d'aminoàcids específics, és a dir, reconeixen seqüències de l'estructura primària. Presenten un alt grau d'homogenitat estructural d'aquesta classe que suggereix una relació evolutiva entre elles. Actualment s'utilitzen per diversos processos de la indústria alimentària i a la diagnosi clínica (factor de coagulació o tractament de càncer de pròstata).
Alguns exemples de serina proteases són la tripsina (que talla pel costat carboxilat dels residus bàsics) o la quimiotripsina (que talla pel costat de residus hidrofóbics).

##### Treonina proteases
Les treonina proteases són una família d'enzims proteolítics que contenen un residu de treonina al lloc actiu. Mitjançant l'alcohol secundari del N-terminal d'aquesta treonina com a nucleòfil es produeix la càtalisi, que consta de dues etapes.En primer lloc, el nucleòfil ataca el substrat per formar un intermediari acil-enzim, alliberant el primer producte. Per tal de regenerar l'enzim i que aquest torni a l'estat inicial l'intermediari s'hidrolitza alliberant el segon producte.
Les treonina proteases són un dels components principals del proteasoma. Alguns exemples d'aquesta família de proteïnes serien el proteasoma d'arqueus, component beta o l'ornitina acetiltransferasa.

Mecanisme de reacció de l'escissió mediada per cisteïna proteasa d'un enllaç peptídic

##### Cisteïna proteases
Les cisteïna proteases (o tiol proteases), són hidrolases que presenten un tiol de cisteïna nucleòfil al centre actiu.
El primer pas del seu mecanisme de reacció consisteix en la desprotonació del tiol de l'enzim per un aminoàcid adjacent amb una cadena lateral bàsica. El següent pas és l'atac nucleofílic del sofre aniónic de la cisteïna desprotonada sobre el carboni carbonílic del substrat. Com a resultat, s’allibera un fragment de substrat amb un extrem amino, el residu de la histidina de la proteasa torna a la seva forma desprotonada i es forma un intermediari de tioèster que uneix el nou carboxi-terminal del substrat amb el tiol de la cisteïna. Posteriorment, l'enllaç tioester s’hidrolitza per generar una fracció d'àcid carboxilic al fragment de substrat restant, a la vegada que es regenera l'enzim lliure.
Les cisteïna proteases exerceixen funcions molt diverses com poden ser el creixement, desenvolupament i mobilització de proteïnes, participació en vies de senyalització, la resposta a l'estrès o la senescència. Algunes proteïnes d'aquesta família són la papaïna, la caspasa-1 o a Catepsina K.

##### Aspartat proteases
Les aspartat proteases es troben àmpliament distribuides en plantes, algues, animals, fongs i virus. A la base de dades MEROPS - the Peptidase Database, es troben classificades en catorze famílies, bàsicament a partir de l'homologia en la seva corresponent seqüència d'aminoàcids.
Formen un heterodímer consistent en dues subunitats variants. Les làmines beta provenen de l'estructura secundària. Aquest enzim necessita dos residus aspartat al centre actiu per tal de formar la molècula activada. Al centre catalític conté un motiu Asp-Thr-Gly. És inhibida per pepsatina A.
Mecanisme d'acció: Actuen en els enllaços peptidis. Els residus d'aspartat estan situats a la cadena beta. L'enllaç peptidic es trencat per l'acció nucleòfila. La molècula d'aigua té un paper destacat en la catàlisi de la reacció. Connectada als residus aspartat a partir d'un pont d'hidrogen.
El nucleòfil és una molècula d'aigua polaritzada pels residus aspartat de la proteasa. Un d'ells absorbeix un protó i l'aigua que està carregada ataca el carboni carboxil del substrat. Com a resultat es forma un intermediari, que és un oxoanió. Els residus aspàrtics estan molt conservats.
Aquesta proteasa trenca ponts dipeptídics que contenen grups hidrofòbics i residus de beta-metilè. Els estats de protonació dels residus d'àcid aspàrtic són importants per determinar les constants catalítiques. El punt isoelèctric de l'enzim és 3-4,5

##### Metal·loproteases
Les metal·loproteases són qualsevol enzim proteolitic que inclogui un metall en el seu mecanisme catalític, també són el tipus de proteases més diverses dins els apartats esmentats, la majoria de metal·loproteases majoritàriament conten zinc. Es troben normalment en fongs, tot i que hi ha diverses fonts d'origen, com poden ser col·lagenases provinents d'organismes pluricel·lulars, toxines provinents de serps i termolisines de bacteris. El seu pH òptim, depenent del tipus de proteasa, oscil·la entre el conjunt de valors de 5 fins a 9.Aquestes són molt sensibles a agents quelants com per exemple l'EDTA i en canvi no els afecten els inhibidors de cisteïna com el grup sulfhidril.[9]
Basant-nos en l'especificitat de la seva acció podem classificar-les en dos grups, aquests són:
Neutral: Mostren especificitat per aminoàcids hidrofòbics, un exemple seria la termolisina la qual és provinent de Bacillus stearothermophilus, és un pèptid simple sense ponts disulfur.
Alcalí: Les metal·loproteases alcalines presenten un rang d'especificitat per a diferents aminoàcids més elevat en comparació amb les neutrals. Un dels organismes productors és Pseudomonas aeruginosa i Serratia spp.
El seu mecanisme d'acció depèn de la presència de cations, i pot ser inactivat per diàlisi, o bé per agents quelants. La majoria d'aquest tipus d'enzims contenen el motiu His-Glu-Xaa-Xaa-His, el qual s'ha observat per cristal·lografia de raigs X que forma part del lloc d'unió del metall.

##### Glutamat proteases
Les glutamat proteases contenen un residu d'àcid glutàmic i glutamina al seu centre actiu, anomenat diada catalítica, en portar residus de caràcter àcid al seu centre actiu, el seu pH òptim serà àcid, concretament quan treballen millor és a un pH de 2. Un exemple de glutamat proteasa seria l'Eqolisina, la qual prové de l'espècie de fong Scytalidium lignícola.
Principalment, aquest tipus concret de proteases es troben en fongs patògens que afecten plantes i humans.

### Segons el pH òptim d'actuació
Alternativament, les proteases també es poden classificar segons el pH òptim d'actuació en:

#### Proteases de pH àcid o proteases àcides
Presenten la màxima activitat i estabilitat en condicions de baix pH (pH 2,0-5,0) i s’inactiven a valors de pH superiors a 6,0. Les proteases àcides tenen un punt isoelèctric baix i tenen pocs aminoàcids bàsics. En la indústria alimentaria se n'utilitzen majoritàriament dues: les d'Aspergillus, a causa de la seva similitud a la pepsina, i les de Mucor, similars a la quimiosina.

#### Proteases de pH neutre
Presenten activitat i estabilitat màximes en pH neutres (6-7). Tenen un temps de resposta curt, produeixen poques emissions quan són utilitzades en la indústria i tenen una gran adaptabilitat a les condicions de reacció. Es caracteritzen per tenir un ió divalent (Mg2+, Zn2+ o Ca2+) unit al lloc actiu. Es dividideixen en quatre categories depenent del seu mecanisme de catalisi: serina proteases, aspartic proteases, cisteïna proteases i metaloproteases. Tot i que es troben a tot tipus d'organismes, les més utilitzades industrialment són les bacterianes, especialment les produïdes per Bacillus subtilis i Bacilus licheniformis.

#### Proteases de pH bàsic o proteases alcalines
Presenten activitat i estabilitat màximes en un rang de pH de neutre a alcalí (7-12) i una temperatura de 60 a 80 °C. Tenen un punt isoelèctric alt i pocs aminoàcids àcids. Són estables quan es troben associades a agents quelants i perborats. Tenen una immensa importància económica ja que comprenen un terç del mercat de detergents i són molt utilitzades en la indústria de la seda, la fabricació de cervesa, la indústria farmacéutica i per al processament d'aliments.
A part d'aquestes classificacions, també hi ha classificacions més complexes com la classificació que recull la base de dades MEROPS - the Peptidase Database, que té en compte les similituds en l'estructura tridimensional, l'origen evolutiu, etc.
A part d'aquestes classificacions, també hi ha classificacions més complexes com la classificació que recull la base de dades MEROPS - the Peptidase Database, que té en compte les similituds en l'estructura tridimensional, l'origen evolutiu, etc.

### Producció de formatge

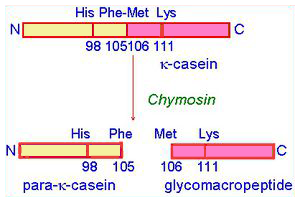
Mecanisme d'acció de la quimosina. La quimosina trenca l'enllaç peptídic de la κ-caseïna entre Phe 105 i Met 106. La part hidrofòbica es mostra en groc mentre que la part hidrofílica es mostra en rosa.

## Previsió de futur

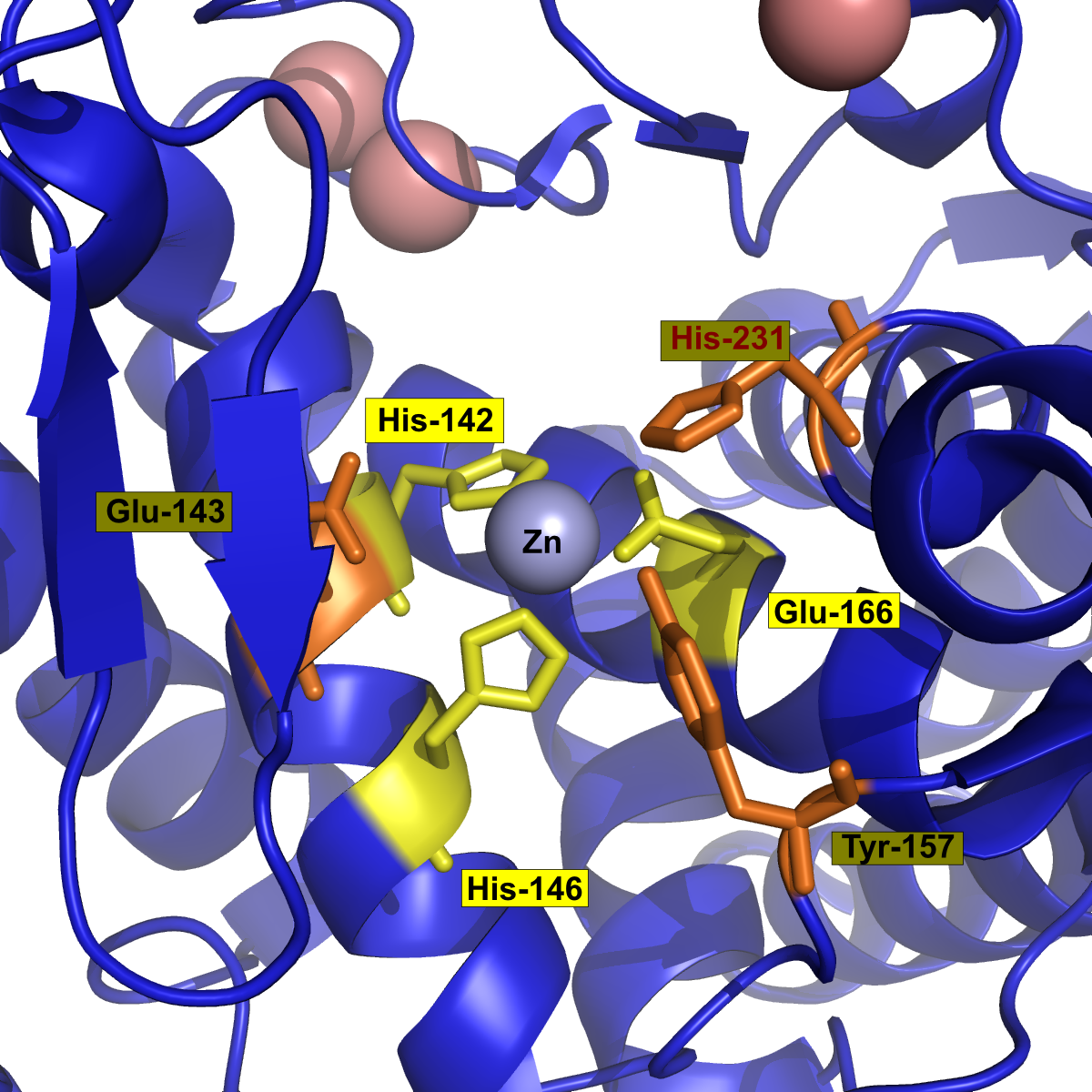
Centre actiu de la termolisina amb l'àtom de Zinc al mig.